# Petroostriv, Novomîrhorod
Petroostriv (în ucraineană Петроострів) este localitatea de reședință a comunei Petroostriv din raionul Novomîrhorod, regiunea Kirovohrad, Ucraina.

## Demografie
Componența lingvistică a localității Petroostriv
     Ucraineană (95,1%)
     Rusă (3,27%)
     Alte limbi (1,36%)
Conform recensământului din 2001, majoritatea populației localității Petroostriv era vorbitoare de ucraineană (95,1%), existând în minoritate și vorbitori de rusă (3,27%).